# James Bowman Lindsay
James Bowman Lindsay   (Carmyllie, 8 de setembre de 1799 - Dundee, 29 de juny de 1862) va ser un científic i inventor escocès.

## Vida i obra
Fill de pagesos pobres, hagués seguit aquesta mateixa professió si no hagués estat per la seva dèbil constitució física. De ben jove va comença a treballar de teixidor, però dedicava tot el seu temps lliure a la lectura, inclòs el temps dels seus desplaçaments. Veient aquest interès, els seus pares van estalviar suficient per a que es matriculés a la universitat de St Andrews el 1821. El seu interès per l'educació era tan gran que els estius organitzava una escola a Dilty Moss (a prop del seu poble) per ensenyar els nens de la seva comarca, cobrant uns petits honoraris.

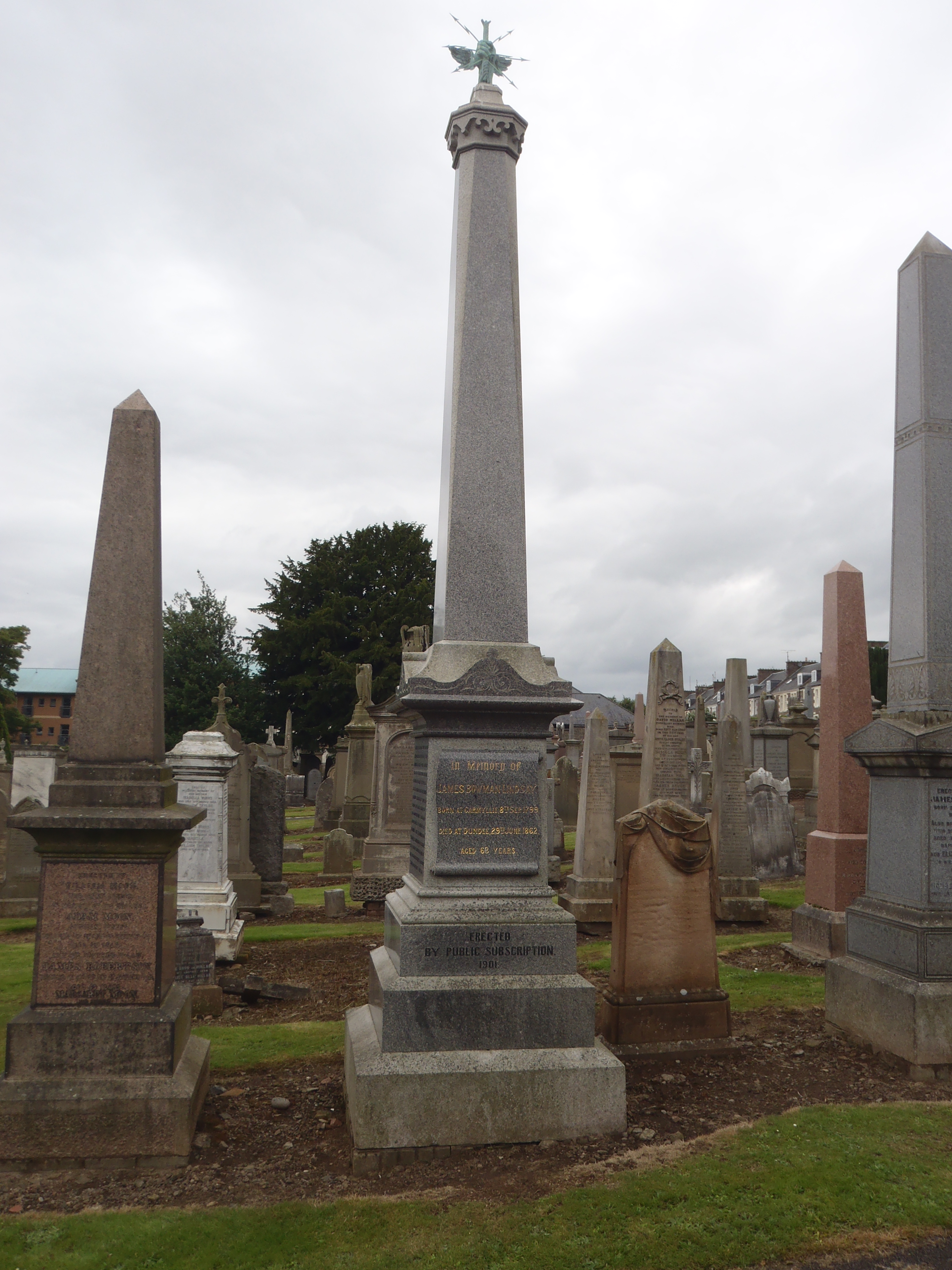
Obelisc i tomba de Lindsay al cementiri de l'Oest de Dundee.

Després de completar els estudis ordinaris de física i matemàtiques va iniciar els de teologia, però no va ser ordenat i el 1829 va retornar a Dundee per s ser professor del Watt Institute d'aquesta ciutat. El 1841 va passar a ser mestre a la presó de Dundee i, finalment, el 1858, va rebre una pensió governamental per a dedicar-se exclusivament a la recerca. Durant tota la seva vida va viure amb una extrema frugalitat, que li permetia tenir mitjans suficients per comprar les llibres i aparells que necessitava per a les seves investigacions. Va morir a Dundee el 1862.
L'obra de Lindsay va tenir dues vessants. La primera filològica: va dedicar més de vint anys de la seva vida en compilar un diccionari de 53 llengües diferents (Penteconteglossal Dictionary), projecte mai finalitzat. La segona d'enginyeria i invenció: el 1835 va inventar una llum d'incandescència elèctrica (molt anterior a la d'Edison), a partir de 1843 va començar a concebre l'idea d'un cable telegràfic submarí amb Amèrica i el 1854 va patentar un sistema per transmetre missatges telegràfics a través de l'aigua i sense cables de coure, havent fet experiments exitosos del seu procediment a través de la badia de Portsmouth el 1854 i a través del riu Tay el 1860.
Curiosament, aquests invents no van ser gaire apreciats pel món científic de l'època.